# San Víctor (República Dominicana)
San Víctor é um município da República Dominicana pertencente à província de Espaillat.
Sua população estimada em 2012 era de 79 851 habitantes.